# Калинин, Владимир Иванович
Владимир Иванович Калинин  (род. 1899 год в Санкт-Петербурге, ум. 1941 год неизвестно) — советский конькобежец, чемпион СССР (1926) и 3-кратный призёр в классическом многоборье, чемпион СССР на дистанциях 500 м (1926—1928) и 1500 м (1928). Неоднократный рекордсмен СССР на дистанции 500 м. Заслуженный мастер спорта СССР . Выступал за общество «Динамо» (Ленинград).

## Биография
Владимир Иванович родился в Санкт-Петербурге, где и встал на коньки в раннем детстве. Серьёзно занялся конькобежным спортом в тринадцатилетнем возрасте, и в 1911 году к нему пришли первые юношеские победы. В 1915 году впервые участвовал в чемпионате страны, а в 1916 году на катке «Девичье поле» в Москве стал серебряным призёром в сумме многоборья на чемпионате России. 
В 1916 и 1917 годах ему не было равных на чемпионате Санкт-Петербурга и 15 февраля 1917 года на катке Юсуповского сада спортсмен победил в забеге на 500 метров с мировым юниорским рекордом — 45,2 сек. В 1918 году началась гражданская война и 20-летний спортсмен забросил коньки.
В 1923 году он приступил вновь к тренировкам и в феврале 1924 года завоевал "бронзу" на чемпионате СССР в классическом многоборье. Среди конькобежцев Петрограда Владимир выделялся спринтерскими способностями и был лучшим скоростником. Спортсмен с отличными физическими данными, несмотря на небольшой рост, применял крупный раскатистый шаг.
В 1926 году ленинградский динамовец стал чемпионом СССР в многоборье и первым на спринтерской дистанции — 46,0 сек. В феврале 1927 года на катке «Бишлет» в Осло Калинин завоевал третье место на рабочем первенстве Европы в многоборье и победил на 500‑метровой дистанции. Его результат 44,9 сек. превышал рекорд СССР, однако рекорды, установленные за границей, стали регистрировать в качестве официальных только с 1946 года.
В феврале 1928 года на Всесоюзном зимнем празднике физкультуры в Москве ленинградец впервые стал рекордсменом страны на 500-метровке с результатом 45,4 сек. Тогда же стал вторым в абсолютном зачёте на чемпионате СССР и третьим на Спартакиаде в норвежском Осло. 27 февраля 1929 года на международных соревнованиях в Осло Владимир показал лучшее личное время на 500 метров - 44,3 сек, а в марте установил на международных соревнованиях в столице нашей страны официальный второй рекорд СССР - 45,0 сек.
В 1931 году ленинградец завоевал звание чемпиона РСФСР и на чемпионате СССР занял 7-е место в многоборье. В 1933 году стал чемпионом Ленинграда. В июне 1934 года постановлением президиума Всесоюзного совета физической культуры при ЦИН Союза ССР Владимиру Ивановичу было присвоено звание заслуженного мастера спорта и вручён значок под №3. 
Он продолжал участвовать в соревнованиях до 1937 года, когда уже выступал за спортивное общество «Мотор», но высоких результатов не показывал. В 1938 и 1939 годах выступал в конькобежных состязаниях среди ветеранов и стал в 1938-м чемпионом. С началом Великой Отечественной войны Владимир Иванович ушёл на фронт и погиб, предположительно, уже в 1941 году.